# نقطه هم‌ارزی
نقطه هم‌ارزی یا نقطه اکی‌والان یا نقطه استوکیومتری (به انگلیسی: Equivalence Point) نقطه‌ای در تیتراسیون است که در آن، میلی اکیوالان های تیتر کننده با میلی اکیوالان های تیتر شونده برابر است .

## روش‌های تشخیص نقطه اکی‌والان
اصولاً نقطه اکی‌والان زمانی بدست می‌آید که آنالیت با تیترانت با نسبت استوکیومتری مربوط به‌طور کامل واکنش دهند.
اگر تیتراسیون را به عنوان شمارش یون‌ها یا مولکول‌ها بدانیم، بدست آوردن نقطه اکی والان باید خیلی مهم باشد.
انجام این کار می‌تواند با استفاده از خواص بعضی محلول‌ها به عنوان شناساگر رنگی که در بهترین حالت در نقطه اکی‌والان تغییر رنگ می‌دهند، انجام شود.
اما این تغییر رنگ در نقطه پایان اتفاق می‌افتد نه در نقطه اکی‌والان با اینکه نقطه پایان بسیار نزدیک به نقطه اکی‌والان است، اما همواره در این روش انتشار خطا خواهیم داشت از آن گذشته تشخیص افراد مختلف در تشخیص رنگ بسیار متفاوت است.
تشخیص نقطه اکی‌والان به سه روش مرسوم انجام می‌پذیرد:
- روش چشمی یا فوتومتری
- روش پتانسیومتری
- روش بی ولتامتری/بی آمپرومتری

### روش پتانسیوتری اکی والان
روش پتانسیومتری یکی از متداول‌ترین روش‌های تشخیص نقطه اکی‌والان است این روش تشخیص، کل تیتراسیون‌های آبی، غیر آبی اسید و باز، اکسایش و احیا ، رسوبی و کمپلکسومتری را پوشش می‌دهد.
اساس تشخیص نقطه اکی والان به این روش مبتنی بر دو الکترود می‌باشد، یکی الکترود شناساگر و دیگری الکترود مرجع و چیزی که در اینجا اندازه‌گیری می‌شود پتانسیل الکترودها نیست بلکه تفاضل پتانسیل بین الکترود شناساگر و الکترود کار در هر لحظه می‌باشد.
در واقع الکترود شناساگر پتانسیلی را تأمین می‌نماید که وابسته به وضعیت محلول داخل ظرف تیتراسیون می‌باشد و الکترود مرجع عهده‌دار تأمین پتانسیلی است که کاملاً مستقل از وضعیت محلول داخل ظرف تیتراسیون است.
این اختلاف پتانسیل بین دو الکترود توسط یک ولتامتر اندازه‌گیری می‌شود که مقاومت داخلی بسیار بالایی دارد.

## نقطه پایانی و نقطه هم‌ارزی
نقطهٔ هم ارزی همان نقطه اکی والان است. اما نقطه پایانی و نقطه هم ارزی با هم تفاوتی نیز دارند:
نقطه پایانی نقطه ای است که شناساگر در آن تغییر رنگ می‌دهد. نقطهٔ اکی والان (نقطه هم‌ارزی) نقطه‌ای است که در آن اسید و باز یکدیگر را کاملاً خنثی می‌کنند.
به عبارت دیگر نقطه پایانی نقطه ای است که شما تیتراسیون رو متوقف می کنید ولی نقطه هم ارزی نقطه‌ای است که اکی‌والان‌های اسید و باز با هم برابر می‌شود و ممکن است این نقطه دیرتر یا زودتر از نقطهٔ پایانی باشد اما هنوز رنگ محلول تغییر نکرده باشد.
نقطه پایانی از روی تغییر رنگ شناساگر تعیین می‌شود اما نقطه هم‌ارزی از روی نمودارهای سنجش حجمی تعیین می‌شود.
در نقطه هم ارزی اسید و باز به‌طور کامل همدیگر را خنثی کرده‌اند. در این نقطه نه اسید نه باز هیچ‌کدام واکنش دهندهٔ اضافی نیستند. در محلول نمک و آب وجود دارد.
اما در نقطه پایانی امکان دارد اسید و باز همدیگر را کاملاً خنثی نکرده باشند. زیر دامنه تغییر رنگ پی‌اچ برای شناساگرها متفاوت است. ممکن است در یک سنجش حجمی اگر از شناساگرهای متفاوت استفاده شود امکان دارد نقطه‌های پایانی یکسانی به دست نیاید اما نقطه هم ارزی همیشه یک نقطه است.